# تندی رایت
تَندی رایت (انگلیسی: Tandi Wright؛ زادهٔ ۴ مه ۱۹۷۰) بازیگر اهل نیوزیلند است. او ابتدا با ایفای نقش پرستار کارولین باکستون در مجموعه تلویزیونی طولانی مدت نیوزیلندی شارتلند استریت به شهرت رسید. او بیشتر به خاطر نقش‌های خود به عنوان فن پارتینگتون در هفت کلاس با آقای گورمسبی، کاترین دووال در هیچ چیز جزئی نیست و روث در پرل شناخته می‌شود. او همچنین نقش لورا ترنر در مجموعه ۸۰۰ واژه ایفا کرده است.

## زندگی‌نامه
رایت در زامبیا و در خانواده‌ای نیوزیلندی به دنیا آمد. پدرش ورنون رایت و مادرش دینا پریستلی هستند. او در ولینگتون، نیوزیلند بزرگ شد و در دبیرستان ولینگتون و دانشگاه ویکتوریا ولینگتون تحصیل کرد. او در سال ۱۹۹۴ از مدرسه هنرهای نمایشی نیوزیلند توی واکاری با دیپلم بازیگری فارغ‌التحصیل شد.
پدرش، ورنون رایت، خبرنگار سابق مجله The Listener است که اکنون در زامبیا زندگی می‌کند و مادرش دینا نویسنده و بازیگر در ولینگتون است. رایت دو خواهر دارد: نیکی (مشاور سیاست‌های DOC) و جاستین (ویراستار فیلم) و همچنین دو خواهر ناتنی: استفانی (معمار اطلاعات) و ویکتوریا (معلم). همسر او، مایکل بران، نیز بازیگر است و آن‌ها به همراه دخترشان، اولیو، در اوکلند، نیوزیلند زندگی می‌کنند.

## حرفه
از سال ۱۹۹۵ تا ۲۰۰۰، او در مجموعه شارتلند استریت نقش پرستار کارولین باکستون را ایفا کرد. دیگر نقش‌های او شامل پاور رنجرز: اس.پی. دی، کرش پالاس، خارج از آبی، هفت کلاس با آقای گورمسبی، کودکان گمشده، گوسفندان سیاه و افسانه جوینده هستند.
در سال ۲۰۱۰، او نقش کالی روس، همسر شخصیت اصلی را در مجموعه این زندگی من نیست بازی کرد. نقش مهم بعدی او بین سال‌های ۲۰۱۱ تا ۲۰۱۴ در مجموعه تلویزیونی نیوزیلندی هیچ چیز جزئی نیست بود، که در آن دکتر کاترین دووال را بازی می‌کرد. او در سال ۲۰۱۴ در مجموعه درام دلهره‌آور بازگشتگان نقش کلر وینشیپ را ایفا کرد.
رایت نایب رئیس اتحادیه صنفی بازیگران نیوزیلند، Equity New Zealand است.